# Lamps (rivière)
Pour les articles homonymes, voir Lamps (homonymie).

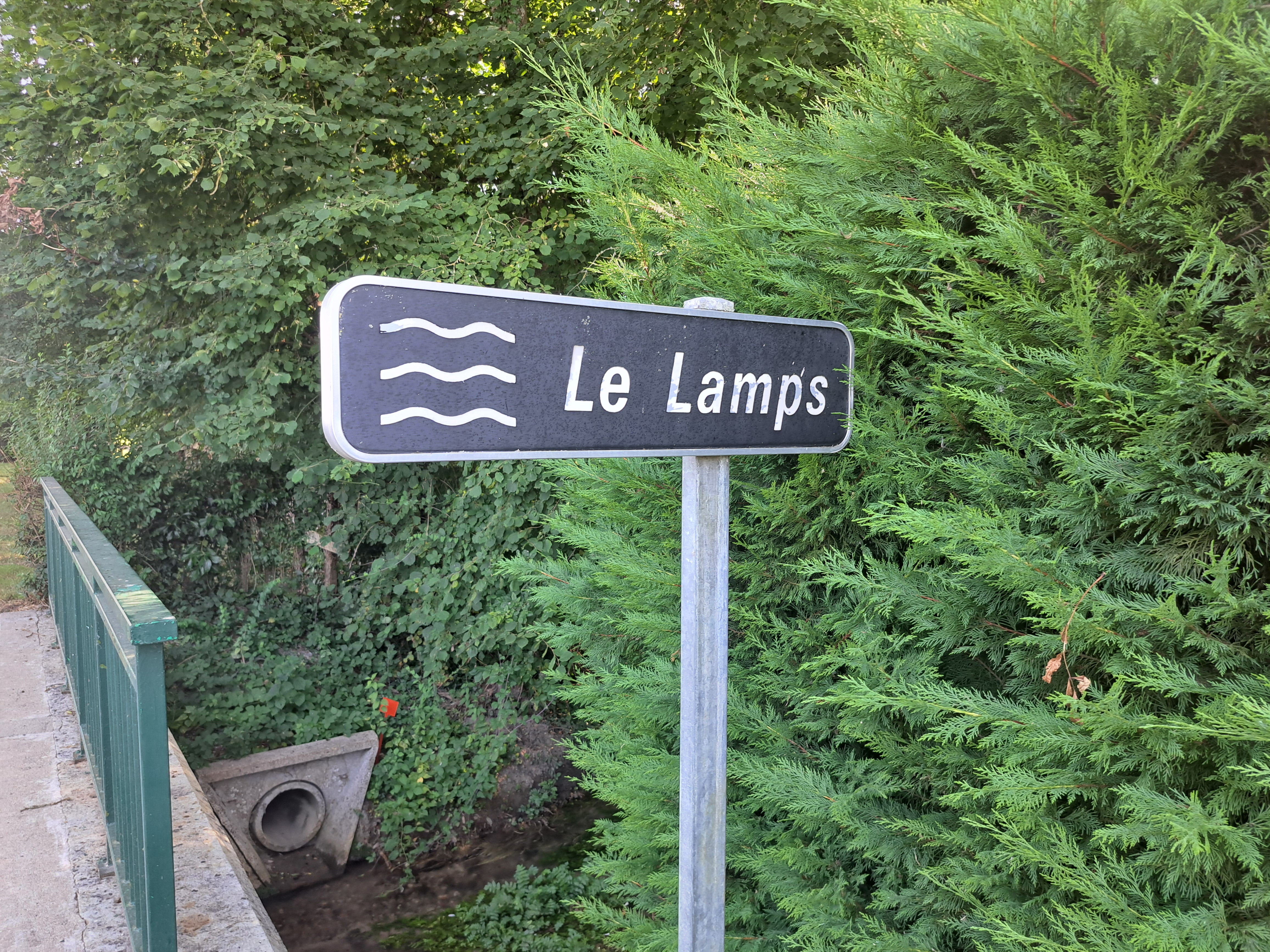

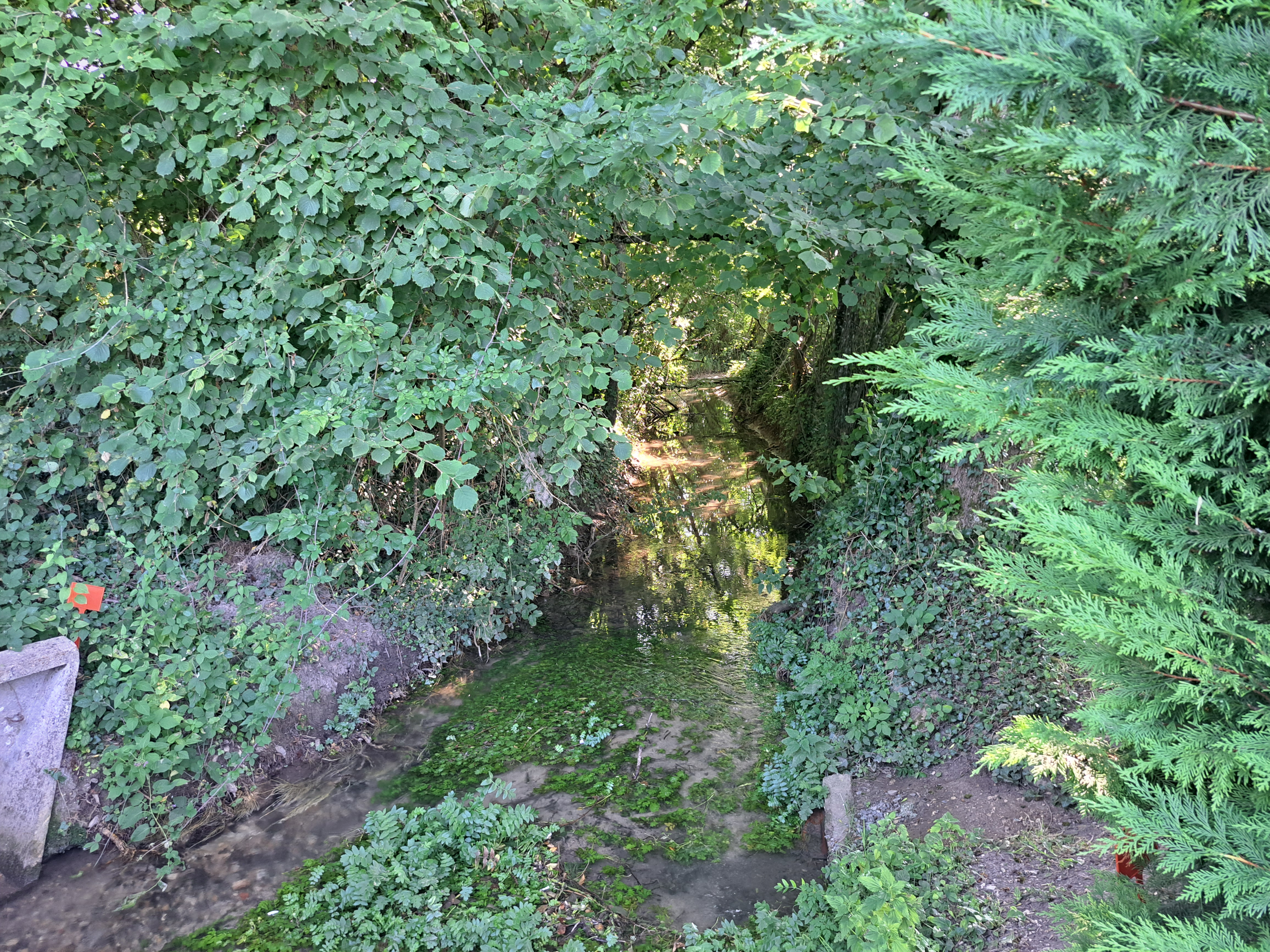

Le Lamps est une rivière française, qui coule dans le département de l'Indre, en région Centre-Val de Loire.

## Géographie
Long de 5,6 km, elle naît sur la commune de Levroux. Son confluent avec le Céphons est situé sur le territoire de la commune de Moulins-sur-Céphons.
Le Lamps traverse le département de l'Indre, en passant par les communes de Levroux et Moulins-sur-Céphons.

## Hydrologie
La rivière ne possède pas d’affluent.

## Loisirs

### Pêche et poissons
Le cours d'eau est de deuxième catégorie ; les poissons susceptibles d’être péchés sont : ablette, barbeau commun, black-bass à grande bouche, brème, brochet, carassin, gardon, goujon, perche, poisson-chat, rotengle, sandre, silure et tanche.